# Провинција Осуми
Осуми (јап. 大隅国) је једна од 66 историјских провинција Јапана, која је постојала од почетка 8. века (закон Таихо из 703. године) до Мејџи реформи у другој половини 19. века. Осуми се налазио на јужној обали острва Кјушу.
Царским декретом од 29. августа 1871. све постојеће провинције замењене су префектурама. Територија Осумија припада источном делу данашње префектуре Кагошима.

## Географија
Осуми је најјужнија од девет провинција острва Кјушу – припадају јој и острва Танегашима и Јакуношима јужно од Кјушуа. На југу је излазила на Тихи океан, а на северу се граничила са провинцијама  Сацума и Хјуга.